# Chapati tunisien
Ne doit pas être confondu avec Chapati.
Le chapati tunisien est un type de sandwich originaire de Tunisie. Il est constitué d'un pain rond plat de type tabouna, et généralement d'une garniture d'omelette au curcuma, de thon émietté, de pommes de terre, d'harissa, d'huile d'olive ainsi que d'oignons et de persil émincé et parfois de fromage.
Une fois garni, il est refermé puis chauffé pour que les ingrédients dégagent leurs saveurs à l'intérieur du pain.
Il existe deux types de chapati : le chapati classique que l'on trouve principalement dans la capitale Tunis et au nord et le chapati dit de Mahdia, présent dans toute la région du Sahel. Ce dernier n'est pas rond mais a une forme semblable à une calzone. En plus de sa forme, les ingrédients constituant la pâte sont également différents de sa version du nord tunisien. On reconnaît la pâte à sa texture collante.
Contrairement à son nom, il n'a pas de rapport avec le chapati indien et le pain utilisé est levé et différent.